# Proaza
Proaza – gmina w Hiszpanii, w prowincji Asturia, w Asturii, o powierzchni 76,8 km². W 2011 roku gmina liczyła 813 mieszkańców.